# Горбатюк, Артём Алексеевич
Артём Алексеевич Горбатюк (род. 23 июня 1986, Москва, СССР)  — российский шашист. Гроссмейстер России (с 04.04.2011). Многократный чемпион и призёр первенства мира МАРШ, чемпион России в составе команды Московской области, чемпион Московской области, а также победитель первенств России. Бронзовый призёр чемпионата России по молниеносной игре (2010). Тренеры: Григорьев, Пётр Григорьевич, Костионов, Иван Михайлович, Абациев, Николай Васильевич.
Рейтинг на 1.06.2012 — 2682.
Проживает в Щёлково, Московская область.